# قواعد عقلی در قلمرو روایات
قواعد عقلی در قلمرو روایات کتابی از جواد خرمیان اصفهانی است که در سال ۱۳۸۸ منتشر و در مراسم کتاب سال جمهوری اسلامی ایران به‌عنوان کتاب برگزیده معرفی شد.